# Бенталл, Ричард
Ричард Бенталл (англ. Richard Bentall, 1956) — профессор клинической психологии в Ливерпульском университете. Известен работами, посвящёнными психозу, бреду и галлюцинациям, также в сферу его интересов входит терапия синдрома хронической усталости.
Р. Бенталл родился в 1956 году в Шеффилде. Учился в Университетском колледже в Северном Уэльсе, Бангор, где впоследствии написал докторскую работу по экспериментальной психологии. Специализацию в области клинической психологии получил в Ливерпульском университете. Позднее в Университетском колледже Суонси Р. Бенталл получил степень магистра философии в сфере здравоохранения.
После непродолжительного периода работы судебным психологом в национальной службе здравоохранения Бенталл вернулся в Ливерпульский университет на должность преподавателя, в итоге став профессором клинической психологии. В 1989 году был удостоен награды May Davidson Award от Британского психологического общества за вклад в клиническую психологию. В 1999 стал профессором экспериментальной клинической психологии в Манчестерском университете.
Кроме многочисленных публикаций исследовательского характера, затрагивающих проблемы когнитивных моделей понимания психоза, Бенталл является редактором издания «Reconstructing Schizophrenia» («Реконструкция шизофрении»), 1990, автором труда «Madness Explained: Psychosis and Human Nature» («Объяснение безумия: психоз и человеческая природа»), 2003, и соредактором (наряду с Дж. Ридом, Л. Р. Мошером) книги «Models of Madness: Psychological, Social and Biological Approaches to Schizophrenia» («Модели безумия: Психологические, социальные и биологические подходы к пониманию шизофрении»), 2004.
В центре внимания Бенталла как исследователя — причины возникновения психических расстройств (у пациентов с диагнозами «шизофрения», «биполярное аффективное расстройство», хотя Бенталл критически относится к научной ценности этих диагнозов) и механизмы их развития. Согласно результатам его исследований, риск психических нарушений в большой мере обусловлен социальными обстоятельствами, и в частности, детскими психологическими травмами. Темой исследований Бенталла является также эффективность когнитивных поведенческих вмешательств у пациентов, страдающих психозами.
Книга «Madness Explained: Psychosis and Human Nature» получила в 2004 году награду Британского психологического общества.

## Книги Бенталла
- Bentall, R. P. (2009) Doctoring the Mind. London: Allen Lane. ISBN 978-0713998894
- Morrison, A. P. & Renton, & J & French P & Bentall, R. P. (2008) Think You’re Crazy? Think Again: A Resource Book for Cognitive Therapy for Psychosis. London: Routledge. ISBN 978-1583918371
- Bentall, R. P. (2003) Madness Explained: Psychosis and Human Nature. London: Penguin Books Ltd. ISBN 0-7139-9249-2
- Bentall, Richard (1999). Why There Will Never Be a Convincing Theory of Schizophrenia. In S. Rose (ed). From brains to consciousness? Essays on the new sciences of mind. London: Penguin Books.
- Bentall, R. P. & Slade, P. D. (eds) (1992) Reconstructing Schizophrenia. London: Routledge. ISBN 0-415-01574-X
- Bentall, R. P. & Slade, P. D. (1988) Sensory Deception: A Scientific Analysis of Hallucination. Johns Hopkins University Press. ISBN 0-8018-3760-X

## Статьи в прессе
- Diagnoses are psychiatry’s star signs. Let’s listen more and drug people less — статья в Гардиан, 31 августа 2009 года. «Диагнозы в психиатрии — аналог гороскопных звездных карт. Давайте больше слушать людей и меньше кормить их лекарствами».
- Psychiatry’s failed paradigm — washingtonpost
- Review — Doctoring the Mind: Is Our Current Treatment of Mental Illness Really Any Good? by Richard Bentall, NYU Press, 2009, Review by Roy Sugarman, Ph.D., Aug 25th 2009 in Metapsychology online reviews, Volume 13, Issue 35